# 富士山清水港クルーズ
富士山清水港クルーズ株式会社（ふじさんしみずこうクルーズ）とは、静岡県静岡市清水区にある海運会社である。鈴与グループの企業であり、カーフェリー運航の他、清水港周辺で遊覧船事業・水上バス運航事業を営んでいる。
ここでは、前身となる「株式会社エスパルスドリームフェリー」についても合わせて説明する。

## 概要
フェリー1隻、遊覧船2隻、水上バス3隻の合計6隻を保有し、清水港と土肥港を結ぶフェリー航路（駿河湾フェリー）、清水港を拠点とした遊覧船、水上バスを運航している。
以前は、静岡県の防災船「希望」の運航（清水港 - 下田港）も受託していたが、2005年（平成17年）9月に休止。「希望」の用途廃止決定に伴い2006年（平成18年）3月を以って廃止、運航受託終了となった。

### 沿革
- 1953年（昭和28年） - 「静岡観光汽船 株式会社」として創業。
- 1996年（平成8年） - オーシャンプリンセス号・清水港クルーズに就航。
- 1998年（平成10年） - 西伊豆フェリー「駿河」就航。所要時間が従来の90分が55分に短縮される。
- 2002年（平成14年） - カーフェリーの運航区間を、田子の浦 - 土肥から清水 - 土肥へ変更。名称を駿河湾フェリーとする。
- 2003年（平成15年） - 静岡観光汽船より鈴与に営業承継。鈴与のエスパルス命名戦略の一環として「株式会社 エスパルスドリームフェリー」に商号変更。
- 2005年（平成17年） - 駿河湾フェリー「富士」就航。
- 2007年（平成19年） - 清水港内遊覧船の運航を4月から9月まで休止
- 2009年（平成21年） - 「駿河」引退、フィリピンへ売却。
- 2013年（平成25年） - 静岡県初の海上県道「県道223号 清水港土肥線」として認定される。
- 2019年（令和元年）6月1日 - 駿河湾フェリーの運営権を、静岡県など地方公共団体が設立した一般社団法人「ふじさん駿河湾フェリー」に移管、以降は同社団法人から受託する形で運航を継続している[3]。
- 2020年（令和2年）
  - 4月13日 - 鈴与コンストラクションホールディングス100%出資子会社として、「富士山清水港クルーズ 株式会社」を設立。
  - 7月1日 - 事業認可を受け事業開始（エスパルスドリームフェリーの事業継承）。
  - 9月15日 - 株式会社エスパルスドリームフェリー清算終了[4]

## フェリー事業

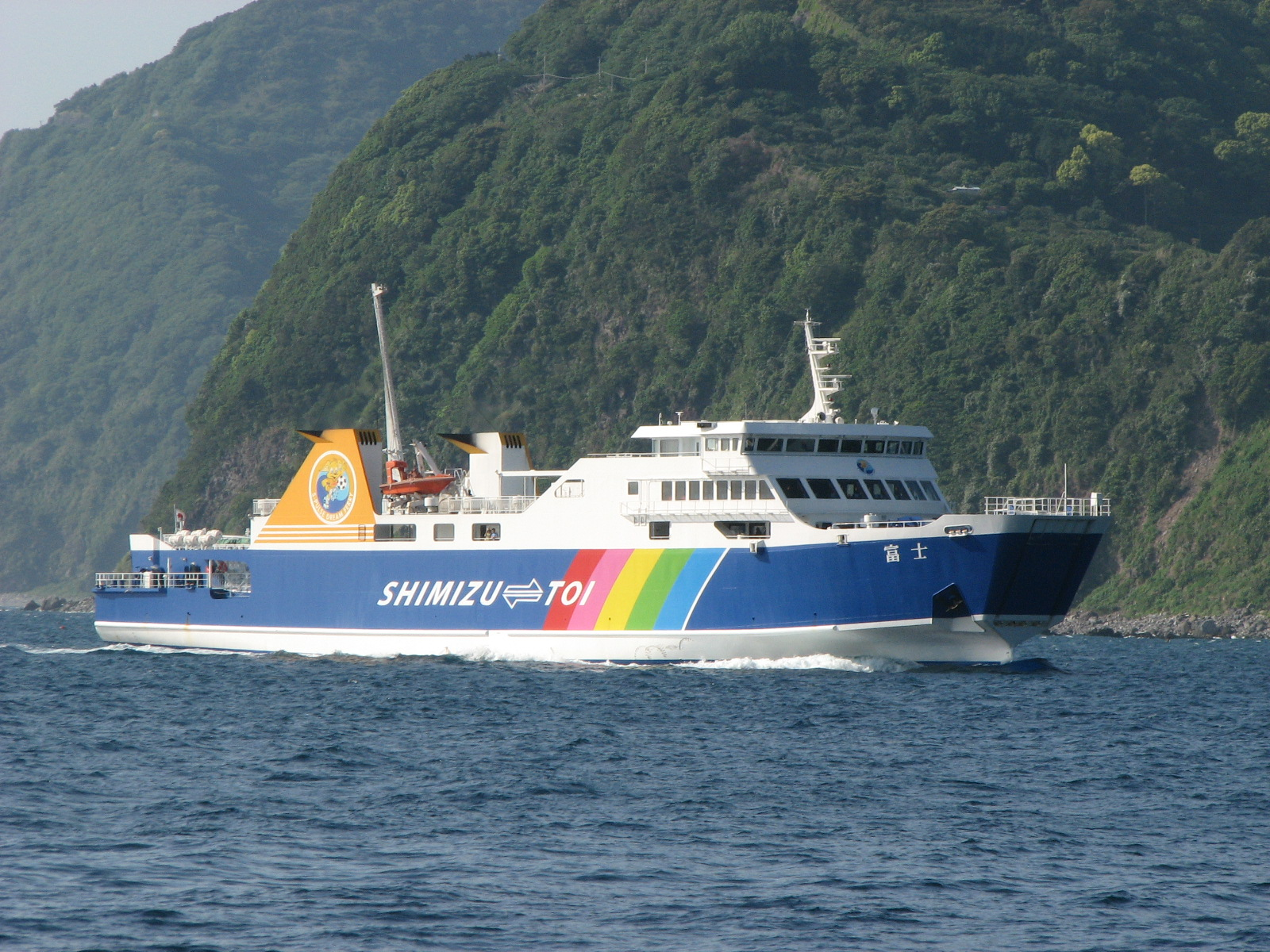
「富士」号 2008年5月 土肥港にて撮影

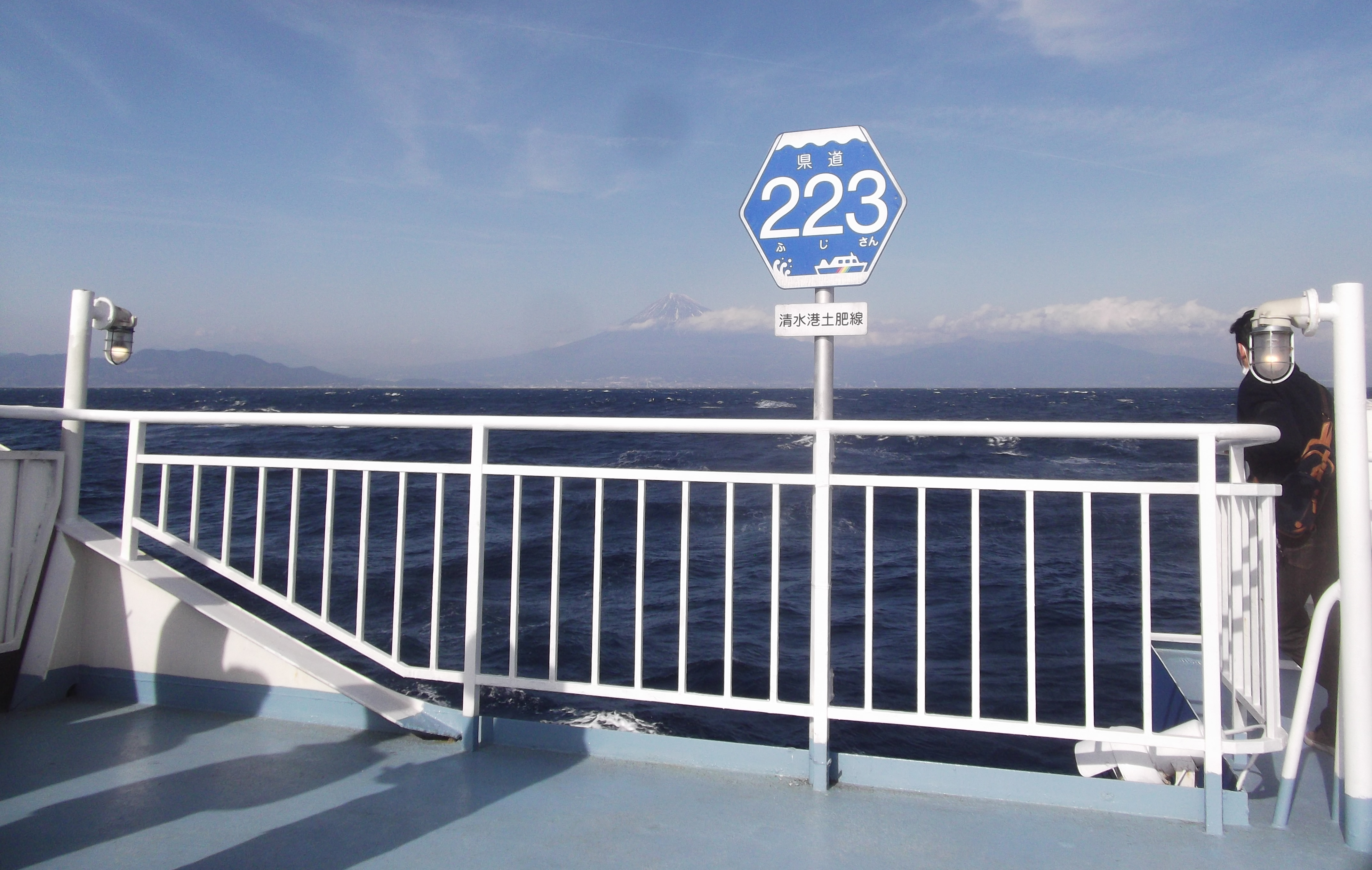
富士山と県道の標識。「富士」の甲板にて2019年2月撮影。

静岡市の清水港と伊豆市の土肥港を70分で結ぶカーフェリー「駿河湾フェリー」を運航している。伊豆半島は、道路整備が未発達で渋滞しがちであり（ただし2000年代に入り、伊豆縦貫自動車道の整備が本格展開している）、それと比べ、フェリーでのアクセスは快適で、天候がよければ駿河湾上から雄大な富士山を眺めることができる。
2002年（平成14年）3月31日までは『西伊豆フェリー』として、富士市の田子の浦港と土肥港を55分で結んでいたが、利用者減少による業績不振のため航路を変更し、同年4月13日から清水港と土肥港を結ぶ航路となった。田子の浦港 - 土肥港航路は当初、駿河湾カーフェリー株式会社が「あまぎ」（約490t）と「しらいと」（同）の2隻で運航していたが、駿河湾カーフェリーは廃業し、静岡観光汽船（当時）に譲渡された。
観光振興を目的として2013年（平成25年）4月12日に静岡県道223号清水港土肥線（番号は富士山（ふじさん）にちなんだ語呂合わせ）となった。静岡県道223号清水港土肥線は、清水港と土肥港を結ぶフェリー航路を県道に指定したものであり、道路法上の整備や供用開始手続きは取られていないため、未供用県道となっている。この番号は以前は千頭停車場寸又峡線であったが、同区間が現在の県道77号線に再編された後は欠番であった。県道の標識は海上の代わりに、フェリーの甲板や接岸する岸壁に設置されている。
駿河湾フェリー乗船券と、ジェイアールバス関東・ジェイアール東海バス・しずてつジャストラインが運行する東京駅 - 波止場フェルケール博物館間のしみずライナー乗車券がセットになった「駿河湾サンキューきっぷ」の設定がある。
2018年5月25日、エスパルスドリームフェリーは翌年3月31日をもって、駿河湾フェリーから撤退することを発表した。その後、2019年8月22日に静岡県知事川勝平太の定例会見において、エスパルスドリームフェリーから船舶などの施設を静岡県に無償譲渡する申し出があったことを表明したため、一転して存続することになった。
2019年（令和元年）6月1日に静岡県、静岡市、下田市、伊豆市、西伊豆町、松崎町、南伊豆町が設立した一般社団法人にフェリー運営を移管、同時にエスパルスドリームフェリーへ運航が委託される。
2020年（令和2年）7月1日から、富士山清水港クルーズが事業継承。
2024年7月、ネーミングライツ・パートナーの募集が開始されたが、8月末の締め切りまでに応募がなかった。
2025年1月7日から1か月間の予定で定期点検のため運休。穴が開いているのが確認された補助船舶「台船」の復旧作業や老朽化対策のために運休期間が延長され、4月18日に再開した。これに際して、日の出地区にあったフェリーの乗船場がJR清水駅前の江尻地区に移転。ダイヤも変更され、これまで土日祝日や繁忙期に運航されていた第4便が廃止となり、年間を通じて1日3便の3往復での運航になった。また清水港内を長く航行することや離着岸にも時間を要することから、片道の乗船時間が75分から90分に延びた。台船の損傷のため、当面は自動車の輸送ができず、徒歩及び自転車の利用者に限って乗船が可能となる。台船は静岡県外の造船所で修理が行われる。
2025年8月1日、フェリーのプロペラに損傷が見つかったとして、19日まで運休することが発表された。3日の清水みなと祭りと18日の土肥サマーフェスティバルの各海上花火大会に合わせて予定していた船上鑑賞は中止となった。
8月15日、清水港での浚渫作業のため運航再開日を9月12日に延期することが発表された。プロペラが壊れた原因は特定されていないが、船体が港内の岸壁などに接触した可能性が指摘されているため、安全確保策として、同港岸壁付近に堆積した土砂を取り除くことになった。

### 就航中の船舶
| 船名         | 富士                                      |
| ------------ | ----------------------------------------- |
| 建造         | 熊本ドック                                |
| 進水年月     | 2005年（平成17年）6月                     |
| 就航         | 2005年（平成17年）7月15日                 |
| 全長         | 83.00m                                    |
| 幅（型）     | 14.00m                                    |
| 喫水         | 3.80m                                     |
| 総トン数     | 1,554t                                    |
| 連続最大出力 | 3,500PS×2                                 |
| 航海速力     | 18.5ノット                                |
| 特別室       | 100席                                     |
| 一般室       | 342席                                     |
| 最大搭載旅客 | 522名（水平区域）                         |
| 最大積載車両 | 大型バス13台+乗用車4台 または、乗用車54台 |
| 備考         | フィンスタビライザー装備 畳席あり         |

### 過去に就航していた船舶

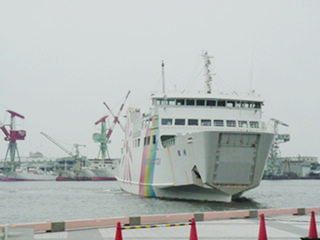
駿河湾フェリー『駿河』号 2003年6月 清水港にて撮影

あまぎ
しらいと
総トン数490トン、全長53.0m、幅12.0m、型深3.6m、航海速力14.3ノット。主機関：ディーゼル900PS×2
船客定員：320名
竣工：1970年（昭和45年）下田船渠
1971年9月、田子の浦 - 土肥航路に就航。
駿河
総トン数1,533トン、全長83m、幅14m、喫水3.8m、航海速力18.5ノット。
最大搭載旅客数518名（特別室92名、一般室250席含む）、大型バス14台＋乗用車5台、または乗用車58台。
1998年2月、三浦造船所で進水。1998年4月、田子の浦 - 土肥に就航。2009年、フィリピンに売却。現在はCokaliong Shipping「Filipinas Ozamis」。

## 観光船事業
観光船（遊覧船）事業として、

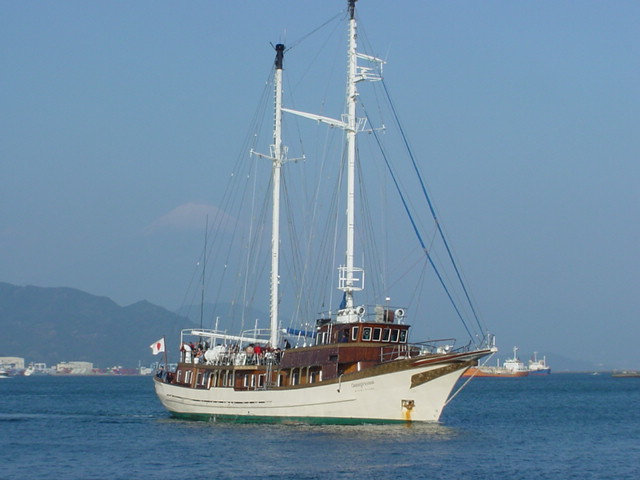
オーシャンプリンセス号 2003年11月 清水港にて撮影

- 富士山清水みなとクルーズ（日の出桟橋-三保海水浴場 往復クルーズ） - 11時〜15時台、毎日4便。
  - ミニクルーズ（三保松原クルーズ） - 片道。
  - 清水港船弁クルーズ（食事付き） - 11時/13時台の2便のみで可。
- 貸切クルーズ

を実施している。
- ベイプロムナード号 - 双胴型の遊覧船であり、船弁“ふなべん”クルーズに使われるのもこの船。最大旅客定員は350名。
- オーシャンプリンセス号 
1974年（昭和49年）にジョンソン・エンド・ジョンソン経営者の実兄、シェワード・ジョンソンが自己所有船としてデザインし、ポーランドにて建造された帆船。ジョンソン所有時代にはJFケネディ一族やエリザベス・テイラー等の多数の著名人が乗船したことがある。1980年（昭和55年）にマルチノス一族（ギリシャの海運王）の手を経た後、静岡観光汽船（エスパルスドリームフェリー→現・富士山清水港クルーズ）の所有となる。1996年（平成8年）より清水港クルーズの運用に就く。

## 水上バス運航事業

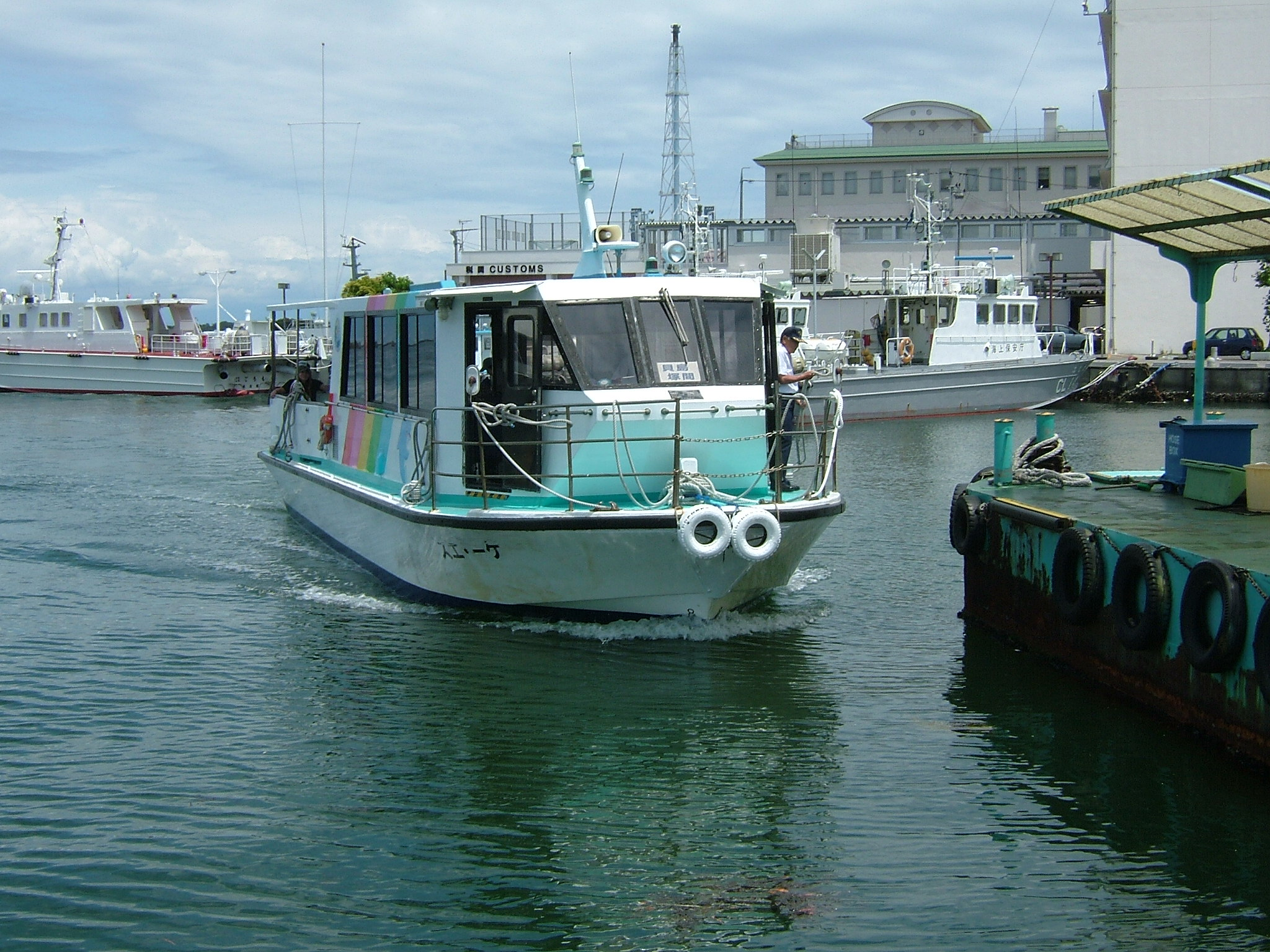
水上バス (日の出のりば)

清水港と三保との間では約90年もの間渡し舟が運航されている。現在はJR清水駅に近い江尻 - 日の出 - 貝島 - 塚間間に水上バスを運航している。以前は江尻 - 日の出間で「海づり公園」にも立ち寄っていた。現在就航している水上バスは、「フェルケル号」と「ケーエス号」の2隻。カラーリングは、同社の駿河湾フェリー「富士」や遊覧船「ベイプロムナード号」と同様に、カンパニーカラーでもあるレインボーデザインに統一されている
水上バス＋路線バス（しずてつジャストライン運行）＋静岡鉄道が1日乗り放題となった観光企画切符「スイスイ♪清水港まぐろきっぷ」を2015年4月より発売開始。清水魚市場 河岸の市やエスパルスドリームプラザ内の「清水すし横丁」で使用できる1,000円分の食事券や、静岡市内10か所以上の観光施設等で使用できる観光施設利用券（選択1か所）も一緒にセットされている。